# Kaori Yuki
Kaori Yuki (由貴 香織里 / Yuki Kaori, nacida en Tokio, ¿18 de diciembre de 1960?) es una mangaka –o autora de manga–, que reside en Tokio. Yuki es un pseudónimo, aunque Kaori sí es su nombre real.   
Casi no aparece en eventos públicos y no se conoce mucha información acerca de su vida, ni siquiera se sabe el año de su nacimiento, pero Yuki se describe a sí misma como temperamental, sin control de ella misma, además de tener una pésima memoria. Ha amado el dibujo desde que asistía a la escuela primaria.
Su primer manga profesional fue publicado en 1987, en la revista especializada en mangas shōjo Hana to Yume, después de ser elegida en un concurso de arte que la revista patrocinaba. Su primer trabajo después de convertirse en una mangaka profesional se tituló (en inglés) "Vampire's Love", y considera este manga un trabajo de práctica. El debut oficial de Kaori lo hizo en el concurso de dibujo llamado "Love Hunt", con una historia que ella misma considera "vieja, patética y con pocas posibilidades de ganar". Su trabajo debut “Natsufuku no Erie” fue publicado en la edición mensual de Hana To Yume. Después de realizar esto, Kaori comenzó a escribir historias cortas como Cruel Fairy tales, Neiji, Gravel Kingdom. Yuki admite que su estilo fue influenciado por el estilo western de pinturas y música de sus años de preparatoria. 
Su mayor éxito ha sido Angel Sanctuary, el cual ha sido adaptado en una serie de 3 OVA que abarcan desde el tomo 1 al tomo 4 y medio. Su manga Blood Hound también fue adaptado en una mediocre serie televisiva con actores reales.
Muchas de sus historias tienen un trasfondo muy gótico, con personajes oscuros que generalmente se ven envueltos en relaciones prohibidas, desafiando la moral y la religión, y con un contenido muy filosófico. En su mundo no existe el bien ni el mal en las decisiones tomadas por sus personajes.
Tiene gran atracción por las películas, sobre todo de ciencia ficción y terror, además de sentirse fascinada con la historia de Lewis Carroll, Alicia en el País de las Maravillas, y esto se ve reflejado en su trabajo, como en Angel Sanctuary, donde el Satán de la soberbia, Belial, se hace llamar "Sombrerero Loco".

## Mangas
- [2010] Iiki no Ki
- [2008] Ningyou Kyuutei Gakudan (Camelot Garden)
- [2005] Fairy Cube
- [2005] Meine Liebe
- [2004] Zero no Soukoushi
- [2004] Ludwig Kakumei
- [2003] Blood Hound
- [2001] Godchild (Precuela)
- [1999] Ludwig Gensoukyoku
- [1998] Boys Next Door
- [1996] Kaine (Tokei Jikake no Orenji Bakudan)
- [1995] Angel Sanctuary
- [1995] Gemsilica (Red Moon)
- [1995] Die
- [1993] Cruel Fairy Tales
- [1993] Gravel Kingdom
- [1992] Hakushaku Cain Series
- [1992] Neji

## Art Books
- [2005] Meine Liebe fanbook
- [2003] Calendario-cartas postales
- [2002] God Child (set de 3 cartas transparentes)
- [2001] Angel Box
- [2001] Fukusei Genga Shuu (portafolio 11 ilustraciones)
- [2000] Lost Angel (Angel Sanctuary)
- [1999] Angelic Voice
- [1997] Angel Cage (Angel Sanctuary)
- [1995] Postcard Gallery (Count Cain)